# استیپان وربانچیچ
استیپان وربانچیچ (کرواتی: Stjepan Vrbančić؛ ۲۹ نوامبر ۱۹۰۰ – ۱۲ دسامبر ۱۹۸۸) بازیکن فوتبال اهل یوگسلاوی بود.
از باشگاه‌هایی که در آن بازی کرده‌است می‌توان به باشگاه فوتبال کنکوردیا اشاره کرد.
وی همچنین در تیم ملی فوتبال یوگسلاوی بازی کرده‌است.